# Монитор Драва
Монитор Драва био је монитор Краљевске југословенске ратне морнарице. у периоду од 1920. до 1941. године. Првобитно је изграђен за Аустроугарску морнарицу као главни брод класе речних монитора Енс. Као СМС Енс, био је део Дунавске флотиле током Првог светског рата и борио се против српске и румунске војске од Београда до доњег Дунава. У октобру 1915. године, покривао је амфибијски напад на Београд када је погођен испод водене линије директним поготком, због чега је морао бити одвучен у Будимпешту на поправку. После кратке службе у Мађарској Народној Републици на крају рата, пребачен је у новостворено Краљевство Срба, Хрвата и Словенаца (касније Југославија) и преименован у Драва. Остао је у служби током међуратног периода, али није увек био у пуној оперативној употреби због буџетских ограничења.
Током немачке инвазије на Југославију у априлу 1941. године, Драва је шест дана гранатирала аеродроме код Мохача у Мађарској и одбранила се од мале флотиле мађарских топовњача. Дана 12. априла, нападнута је од стране обрушавајућих бомбардера Јункерс Ју 87 Штука Луфтвафеа. Противваздушни топници на броду су тврдили да су оборили три непријатељска авиона, али је девет Штука погодило циљ. Већина тих удара није нанела значајну штету, али је последња бомба пала право у димњак Драве и експлодирала у њеној машинској просторији, убивши 54 члана посаде, укључујући и капетана Александра Берића. Преживело је само 13 чланова посаде. Мађарска је подигла олупину и демонтирала брод током окупације делова Југославије. Берић је постхумно одликован Орденом Карађорђеве звезде за своју жртву, а база Речне флотиле Србије у Новом Саду носи његово име.

## Опис и конструкција
СМС Енс је изграђен за Аустроугарску морнарицу као главни брод класе речних монитора „Енс“ од стране бродоградилишта Schiffswerft Linz и Stabilimento Tecnico Triestino (СТТ). Његова кобилица положена је у бродоградилишту Schiffswerft Linz у Линцу 21. новембра 1913. године, као део Аустроугарског поморског програма из 1912. године. Брод је добио име по реци Енс, притоки Дунава. Када је избио Први светски рат у јулу 1914. године, изградња „Енса“ је била у одмаклој фази, али након што је Schiffswerft Linz преузео СТТ, његови мотори су наручени из СТТ фабрике у близини Трста. Дана 2. августа, мотори су транспортовани возом до Линца и њихова инсталација је одмах започела. „Енс“ је поринут у септембру 1914. године и завршен 17. октобра исте године.
Иако су Енс и СМС Ин требало да буду изграђени као сестрински бродови, и поред идентичне величине и наоружања, између ова два пловила постојале су значајне разлике у дизајну, јер су их изградила потпуно независна бродоградилишта. Енс је имао укупну дужину од 60,2 м, ширину од 10,3 м и газ од 1,3 м. Његова стандардна депласманска тежина износила је 536 тона, а посаду је чинило 95 официра и морнара. Имао је два парна мотора са троструком експанзијом, сваки са једним пропелерским вратилом. Парне котлове типа Јаров обезбеђивала су два водоцевна котла, а мотори су имали снагу од 1.500 ИХП (1.100 кW), са максималном снагом од 1.700 ИХП (1.300 кW). Пројектован је да постигне максималну брзину од 13 чворова (24 км/ч), и носио је 70 тона горива.
Енс је био наоружан једном двоцевном куполом са топовима калибра 120 мм Л/45, постављеним напред, и три једноцевне куполе са хаубицама калибра 120 мм Л/10, постављеним на крменој палуби. На горњој палуби се налазило два противваздушна топа калибра 66 мм Л/50, један са леве стране испред димњака, а други са десне стране иза димњака. Такође је био опремљен са шест митраљеза калибра 8 мм. Максимални домет његових топова био је 15 км, док су хаубице имале домет до 6,2 км. Оклоп брода укључивао је оклопни појас и преграде дебљине 40 мм, оклоп палубе од 25 мм, док су командна купола и топовске куполе имале оклоп дебљине 50 мм.
Првобитни планови су предвиђали отворене противваздушне положаје, али искуства постојећих монитора у биткама на Дунаву против Србије показала су да је неопходна заштита од пешадијске ватре, па су додате оклопне барбете. Ове модификације онемогућиле су посади у командној куполи да посматрају позадину брода, па је на врху куполе постављена правоугаона платформа висине 1,3 м која је омогућавала поглед уназад. Да би се избегло повећање газа због ових модификација, труп је продужен. Због хитне потребе да брод буде стављен у службу, планирани телескопски јарбол није инсталиран, већ је замењен алтернативним јарболом од челичног угла. Енс је поринут 29. јула 1914. године, а у службу је уведен 17. октобра 1914. године.

### Главне димензије
Главне димензије монитора Драве су: укупна дужина од 57,9 м, ширина 10,3 м, газ 1,3 м. и депласман 540 тона. Оклоп: бок и преграде 40 мм палуба 25 мм, купола топа 50 мм, Командни мост 50 мм. Посада се састојала од 95 чланова. 

### Погон
Погон монитора Драве се састојао од две парне машине троструке експанзије, од којих је свака имала по 750 КС и покретала по једну пропелерску осовину са пропелером. Пару су обезбеђивали два водоцевна котла типа Јароу. Укупна инсталисана снага износила је 1.500 КС / 1.100 Кв. Имали су складишта за 75 тоне мазута. Максимална брзина им је била 13,5 чворова (25 км/ч). Акциони радијус је износио 700 km при брзини од 10 чворова.

### Наоружање
| Врста оруђа            | Број цеви  | Број оруђа | Дужина цеви | Домет    | Граната у минути | Дебљина куполе |
| ---------------------- | ---------- | ---------- | ----------- | -------- | ---------------- | -------------- |
| Бродски топ 120 mm     | двоцевни   | 1          | 45 калибара | 12.000 m | 12               | 50             |
| Бродска хаубица 120 mm | једноцевни | 3          | 10 калибара | 4.000 m  | 8-12             | 50             |
| Бродски ПА топ 66 mm   | једноцевни | 2          | 50 калибара | 6.000 m  | 20               | 50             |
| Митраљез 15 mm         | једноцевни | 1          | -           | -        | -                | -              |
| Митраљез 7,9 mm        | једноцевни | 7          | -           | -        | -                | -              |

## Каријера

### Први светски рат
Убрзо након што је „Енс“ уведен у Дунавску флотилу, учествовао је у борбама против српских снага код Београда, под командом линијског поручника Рихарда Функа. У новембру је у Београд стигла француска артиљеријска подршка, што је угрозило сидриште монитора, при чему је „Енс“ био једини монитор у флотили који је имао домет да се супротстави француским топовима. Дана 21. новембра, „Енс“ се упустио у артиљеријски дуел са француском батеријом на удаљености од 10 км. Ова пат позиција наставила се до следећег месеца, када су Срби привремено евакуисали Београд услед аустроугарског напада. Након мање од две недеље, Аустроугари су били принуђени да се повуку из Београда, који су убрзо поново заузели Срби, уз појачања руских и француских снага. „Енс“ је наставио са акцијама против Србије и њених савезника код Београда све до краја децембра, када је база монитора премештена у Петроварадин због зиме.
У јануару 1915. године, британска артиљерија стигла је у Београд, додатно ојачавши његову одбрану. Средином фебруара, монитори су пребачени на сидриште у Земуну. Након почетка Галипољске кампање, снабдевање муницијом за Отоманско царство постало је кључно, и поред неуспеха ранијег покушаја да се оружје и муниција транспортују Дунавом, планиран је нови покушај. Дана 30. марта, пароброд „Београд“ испловио је из Земуна, у пратњи „Енса“ и монитора СМС „Бодрог“. Конвој није био откривен док је пловио поред Београда ноћу током олује, али након што су се монитори вратили у базу, пароброд је наишао на мину код Винче, а затим је под тешком артиљеријском ватром експлодирао код Ритопека.{sfn|Halpern|2012|p=267}}
Дана 22. априла 1915. године, британски патролни чамац, допремљен железницом из Солуна, искоришћен је за напад на сидриште Дунавске флотиле у Земуну, испаливши две торпеде без успеха. У септембру 1915. године, Централним силама се придружила Бугарска, након чега се српска војска суочила са огромним аустријским и немачким снагама. Почетком октобра, Трећа аустроугарска армија напала је Београд, а „Енс“, заједно са већим делом флотиле, интензивно је учествовао у подршци прелаза код Београдске тврђаве и острва Ада Циганлија. Током финалног преласка реке и подршке формирању мостобрана, „Енс“ се налазио близу острва Велики ратни острв 8. октобра, када је задобио директан погодак испод водене линије, што је довело до поплаве његовог магацина за муницију од 120 мм. Из опасности га је извукла наоружана лађа „Алмос“, а потом је одвучен до Будимпеште, где је поправљен.
Током поправки, барбете на горњој палуби замењене су куполама за противваздушне топове. Иако хаубице нису биле нарочито успешне, план да се крмена хаубица замени куполом попут оне на СМС „Бодрогу“ није реализован.
Када се „Енс“ вратио у флотилу након поправки, учествовао је у борбама код Рајахова почетком октобра 1916. године, где је допринео поразу румунске Флaмандске офанзиве. Покушај Румуна да пређу Дунав и нападну позадину аустроугарске Треће армије под командом фелдмаршала Аугуста фон Макензена био је осујећен. Снаге у којима су се налазили „Енс“, монитори СМС „Лејта“, СМС „Тамиш (II)“ и СМС „Самош“, патролни чамац „Виза“ и наоружани пароброд „Балатон“ уништиле су понтонски мост код Рајахова. Након акција код Ђурђева ради обезбеђивања возова натоварених угљем и нафтом, „Енс“ и други бродови у новембру су подржали прелазак Дунавa од стране Макензенове армије код Систова. Следећег месеца „Енс“ је бомбардовао Кешчореле, истеравши румунске трупе из села. Од краја децембра 1916. до средине марта 1917. године, „Енс“ и други бродови флотиле презимили су у Турну Северину.
У марту 1917. године, „Енс“ је премештен у Браилу у источном делу Румуније, где је остао до јула 1918. године. Послат у Линц и Будимпешту на ремонт у сувом доку, „Енс“ се потом вратио у источну Румунију и био стациониран у Ренију, где је срео групу монитора и патролних чамаца који су деловали против Русије у Црном мору. У октобру 1918. године, Дунавска флотила је била под озбиљном претњом одсецања у доњем току Дунава од стране француских снага, након што су Бугари закључили примирје са Британцима и Французима. Када су Французи отворили ватру на пароброд „Хрватска“ док је покушавао да прође поред Лома, пароброд је пресекао вучну линију, ослобађајући седам теретних баржи, које су се насукале на пешчану обалу. „Хрватска“ је погођена, претрпела губитке и насукала се на румунску страну реке. Французи су запленили три барже и одвукли их до сидришта у Лому. Наредног дана, „Енс“ и два друга монитора успели су да ослободе три преостале барже под јаком француском ватром и одвуку их узводно.
Флотила је наставила повлачење уз Дунав, пролазећи кроз ватру француских и српских снага. Са распадом Аустроугарске почетком новембра, јужнословенски чланови посаде искрцали су се у Вуковару. Аустријски, мађарски и чешки чланови посаде флотиле наставили су пут и стигли у Будимпешту 6. новембра, где је „Енс“ почео да плови под мађарском заставом, као део ратне морнарице Мађарске Народне Републике. Дана 8. децембра, мониторе су запленили савезници, а мање од две недеље касније „Енс“ је одвучен у Београд, где је предат Србији да би био одржаван у име новоствореног Крањевине Срба, Хрвата и Словенаца (КСХС, касније Краљевина Југославија).

### Међуратни период и Други светски рат
Одмах након примирја, „Енс“ је био под посадом морнара из Краљевине Срба, Хрвата и Словенаца (КСХС) током 1918–1919. године. У складу са одредбама Сенжерменског уговора, закљученог у септембру 1919. године, „Енс“ је предат КСХС заједно са низом других пловила, укључујући још три речна монитора. Званично је предат морнарици КСХС 1920. године и преименован у „Драва“ – по притоки Дунава на граници са Мађарском. Њен сестрински брод „Ин“ предат је Румунији и преименован у „Бесарабија“.
Током 1925–1926. године, „Драва“ је прошла кроз ремонт, али је већ наредне године само два од четири речна монитора морнарице КСХС била у пуној оперативној употреби. До 1932. године, британски поморски аташе известио је да југословенски бродови ретко учествују у артиљеријским обукама, маневрима или вежбама, услед смањеног буџета.
На почетку немачко-вођене инвазије на Југославију 6. априла 1941. године, „Драва“ је била базирана у Бездaну под командом Александра Берића. Као заставни брод 1. дивизије за постављање речних мина, била је одговорна за границу са Мађарском на Дунаву, под оперативном контролом 30. пешадијске дивизије Осијечка, која је била део 2. армије. „Драва“ је 6. и 8. априла пловила узводно до Мохача у Мађарској, где је бомбардовала аеродром, али је била под сталним нападима Луфтвафеа.
Дана 10. априла, „Драва“ и монитор „Морава“ добили су наређење да плове низводно како би се ускладили са повлачењем 1. и 2. армије из Бачке и Барање. Око 14 часова 11. априла, југословенски осматрач код Батине сигнализирао је „Драви“ да се група од четири мађарска патролна чамца са артиљеријом од 70 мм приближава низ Дунав из правца Мохача. „Драва“ је отворила ватру на патролне чамце на растојању од 6–7 км и приморала их да се повуку. Тог поподнева, у 16 часова, поново је бомбардовала аеродром код Мохача.
Рано 12. априла, након што су остала три монитора била потопљена претходне ноћи, „Драву“ су напали Јункерс Ју 87 Штука бомбардери из јединице Sturzkampfgeschwader 77 који су летели из Арада у Румунији. Противваздушни топници на броду оборили су три непријатељска авиона, али је девет бомби погодило „Драву“. Последња бомба упала је директно у димњак и експлодирала у машинском простору, усмртивши 54 члана посаде. Преживело је само 13 особа, а брод је потонуо код Чиба. Берић, који је наредио спаљивање шифри пре потонућа брода, погинуо је заједно са својим официрима. Двојица успешних противваздушних топника, Раде Милојевић и Мирослав Шурдиловић, преживели су.
Током окупације делова Југославије, „Драва“ је подигнута и потом претопљена у Мађарској. Берић је постхумно одликован Орденом Карађорђеве звезде за своју жртву. У априлу 2015. године, његова биста је откривена у селу Белегиш код Старе Пазове. Касарна Речне флотиле Србије у Новом Саду такође носи његово име.